# Porcellio imbutus
Porcellio imbutus är en kräftdjursart som beskrevs av Gustav Budde-Lund 1885. Porcellio imbutus ingår i släktet Porcellio och familjen Porcellionidae. Utöver nominatformen finns också underarten P. i. trinacrius.